# Crocidura indochinensis
Crocidura  indochinensis es una especie de musaraña (mamífero placentario de la familia Soricidae).

## Distribución geográfica
Vive en Birmania, Tailandia, Laos, Vietnam y China. Antiguamente se la consideraba una subespecie de Crocidura horsfieldii.